# Szusza Ferenc Stadion
Das Szusza Ferenc Stadion (früher bekannt als Megyeri úti stadion oder einfach nur Megyeri út) ist ein Fußballstadion im IV. Budapester Bezirk Újpest in der Hauptstadt Ungarns. Es ist die Heimspielstätte des Fußballvereins Újpest Budapest. Die Anlage hat ein Fassungsvermögen von 13.501 Zuschauern und wurde am 17. September 1922 eröffnet. Die Sportanlage wurde vom Architekten und vormaligen Fußballer Alfréd Hajós entworfen und in den Jahren 2000 bis 2001 renoviert.

## Geschichte
Nach nur einem Jahr Bauzeit wurde das Stadion am 17. September 1922 mit dem Spiel Újpest gegen Ferencváros eröffnet. Das Spiel endete 2:1. Von Juni 1925 bis Juni 1929 wurde das Spielfeld von einer Radrennbahn umgeben, die das Stadion zu einem Velodrom machte. Da diese Bahn etliche Teile der Tribüne belegte, wurde das Fassungsvermögen des Stadions auf 15.000 reduziert.
Als nach einer Flut 1945 die Tribüne zerstört wurde, renovierte man 1946 das Stadion an der Megyeri út und baute es zum größten Stadion Ungarns mit einem Fassungsvermögen von 45.117 Plätzen aus. Das Stadion erlebte sein erstes internationales Spiel 1948 als Ungarn Rumänien mit 9:0 besiegte. Die Hauptveranstaltungen der 2. Weltfestspiele der Jugend und Studenten 1949 wurden ebenfalls in diesem Stadion ausgetragen. Mitte der 1950er Jahre wurde die Kapazität des Stadions wegen des Einbaus einer Leichtathletikanlage auf 32.000 Plätze reduziert. Die Flutlichtanlage wurde im April 1968 errichtet, dadurch konnte auch das Finale gegen Newcastle United im Messepokal 1968/69 hier ausgetragen werden. Bis zum Jahr 2000 wurde bis auf die Renovierung der Flutlichtanlage nichts mehr verändert. Zwischen 2000 und 2001 wurde das Stadion komplett erneuert. Es wurden die Ränge vollständig überdacht und ausschließlich mit Sitzplätzen ausgestattet. Das Fassungsvermögen beträgt nun 13.501 Plätze.
Seit 2003 trägt das Stadion den Namen von Ferenc Szusza, einem 24-maligen, ungarischen Nationalspieler, der von 1941 bis zu seinem Karriereende 1960 ausschließlich für Újpest spielte. Eine Tribüne wurde nach dem Nationalspieler Sándor Szűcs benannt, der 1951 hingerichtet worden war, weil er versucht hatte, Ungarn zu verlassen.

## Besucherzahlen

### Rekorde
Besucherrekorde:
- 50.000 Ungarn gegen Österreich, 3. Oktober 1948, (Freundschaftsspiel)
- 50.000 Ungarn gegen Österreich, 8. Mai 1949, (Freundschaftsspiel)
- 50.000 Ungarn gegen Schweden, 20. November 1949, (Freundschaftsspiel)

Besucherrekord Meisterschaft:
- 40.000 Újpest FC gegen Ferencváros TC, 18. September 1949

Durchschnittsrekord Meisterschaft:
- 1952: 20.571

### Zuschauerdurchschnitt in der Nemzeti Bajnokság (Nationale Meisterschaft, seit 2009/10)
- 2009/10: 4445[3]
- 2010/11: 4063
- 2011/12: 3766
- 2012/13: 3247
- 2013/14: 2468
- 2014/15: 2454
- 2015/16: 2828
- 2016/17: 2299
- 2017/18: 2380
- 2018/19: 2886
- 2019/20: 2170
- 2020/21: 0559 (COVID-19-Pandemie)
- 2021/22: 2583
- 2022/23: 3662
- 2023/24: 4999
- 2024/25: 5597

## Internationale Begegnungen
Bis 2006 wurden im Szusza Ferenc Stadion 25 internationale Spiele ausgetragen. Zwischen 1948 und 1953 wurde der Platz zum „Heimstadion“ der Nationalmannschaft. Nach der Renovierung im Jahr 2001 wurden hier ebenfalls mehrere Spiele der ungarischen Auswahl ausgetragen. Ungarn war von 1948 bis 2006 insgesamt 58 Jahre im Szusza Ferenc Stadion ungeschlagen. Diese Serie endete am 2. September 2006 mit einer Niederlage (1:4) im Europameisterschafts-Qualifikationsspiel gegen Norwegen.